# Andrena nasonii
Andrena nasonii là một loài Hymenoptera trong họ Andrenidae. Loài này được Robertson mô tả khoa học năm 1895.

## Hình ảnh

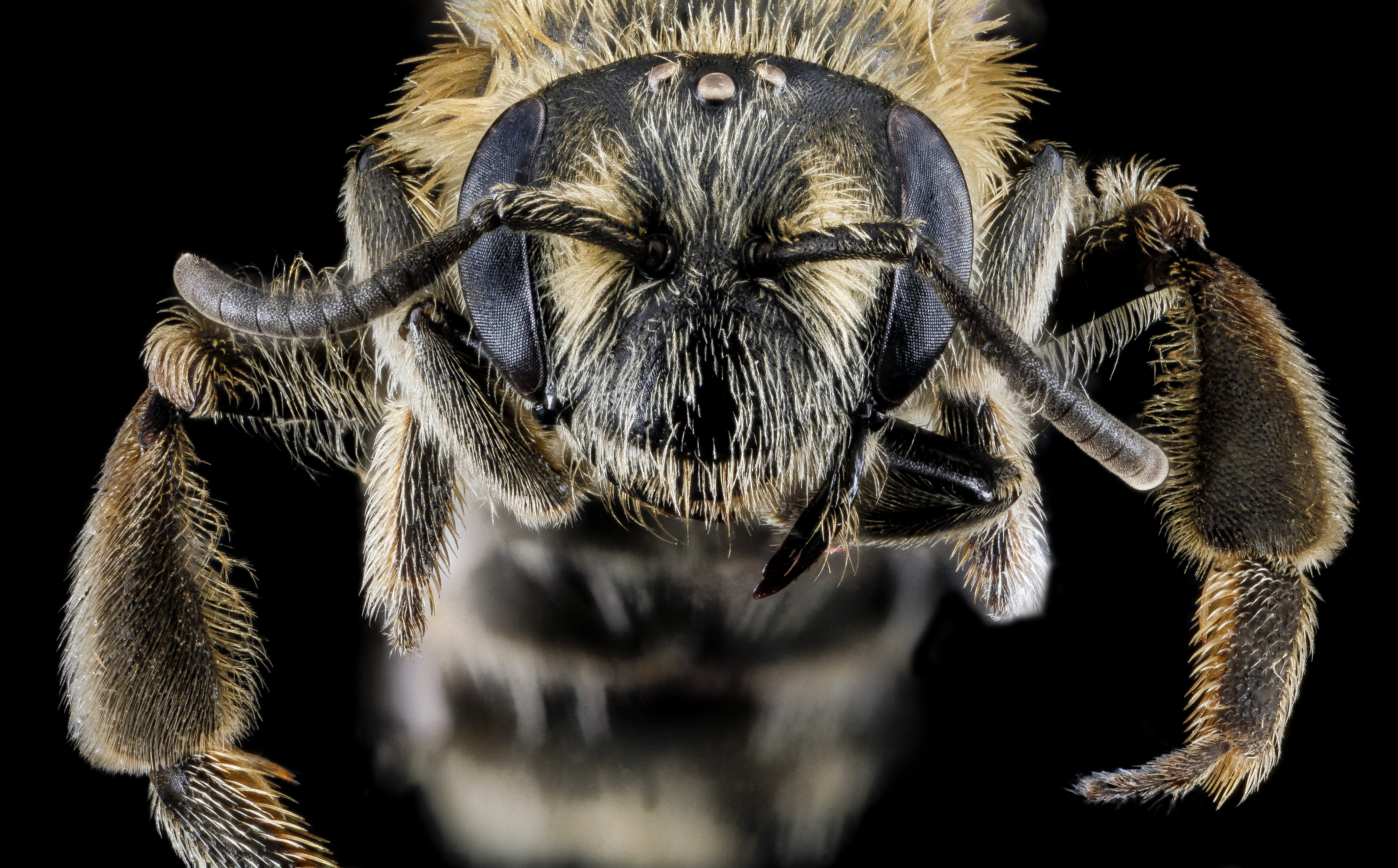
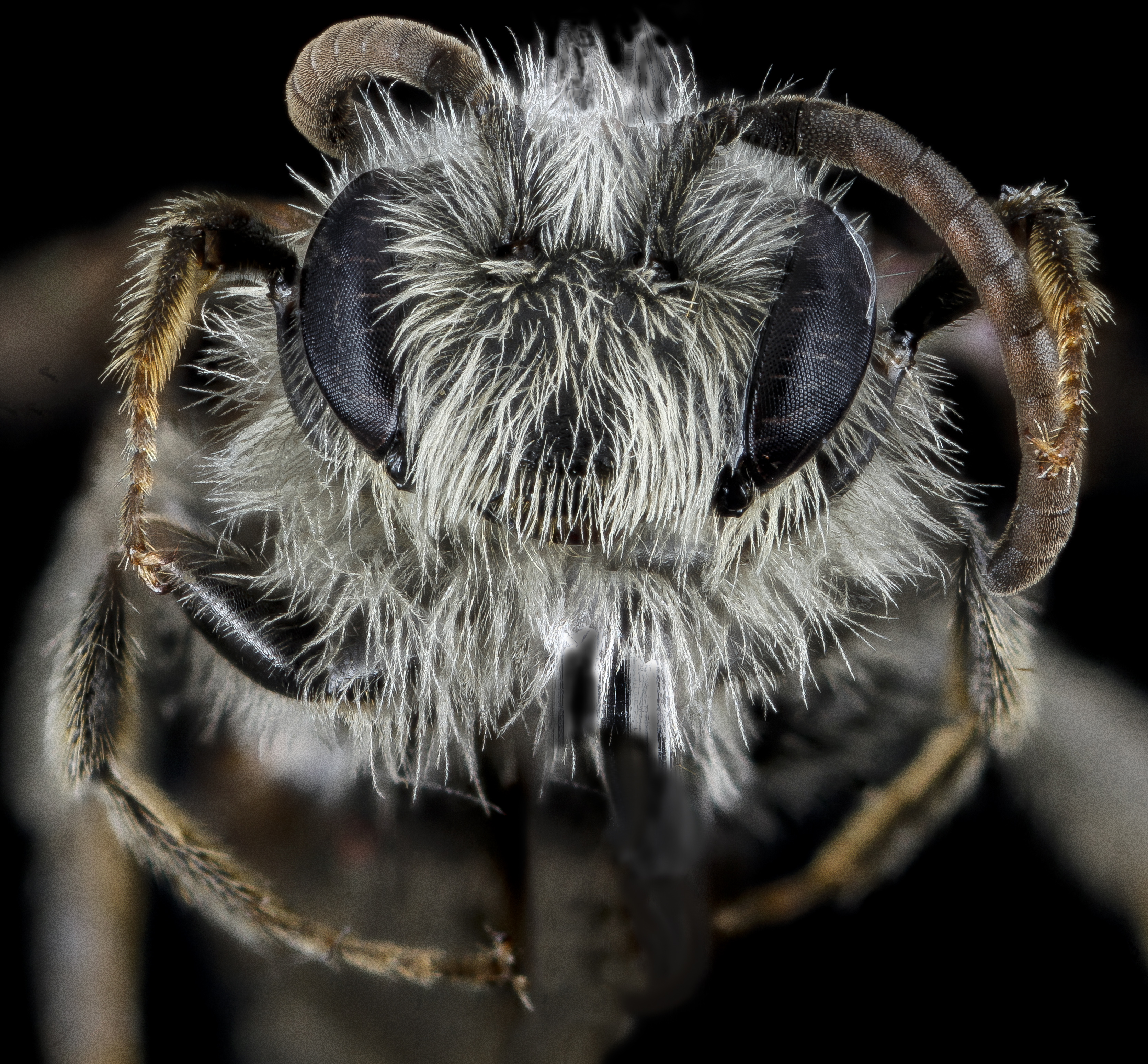
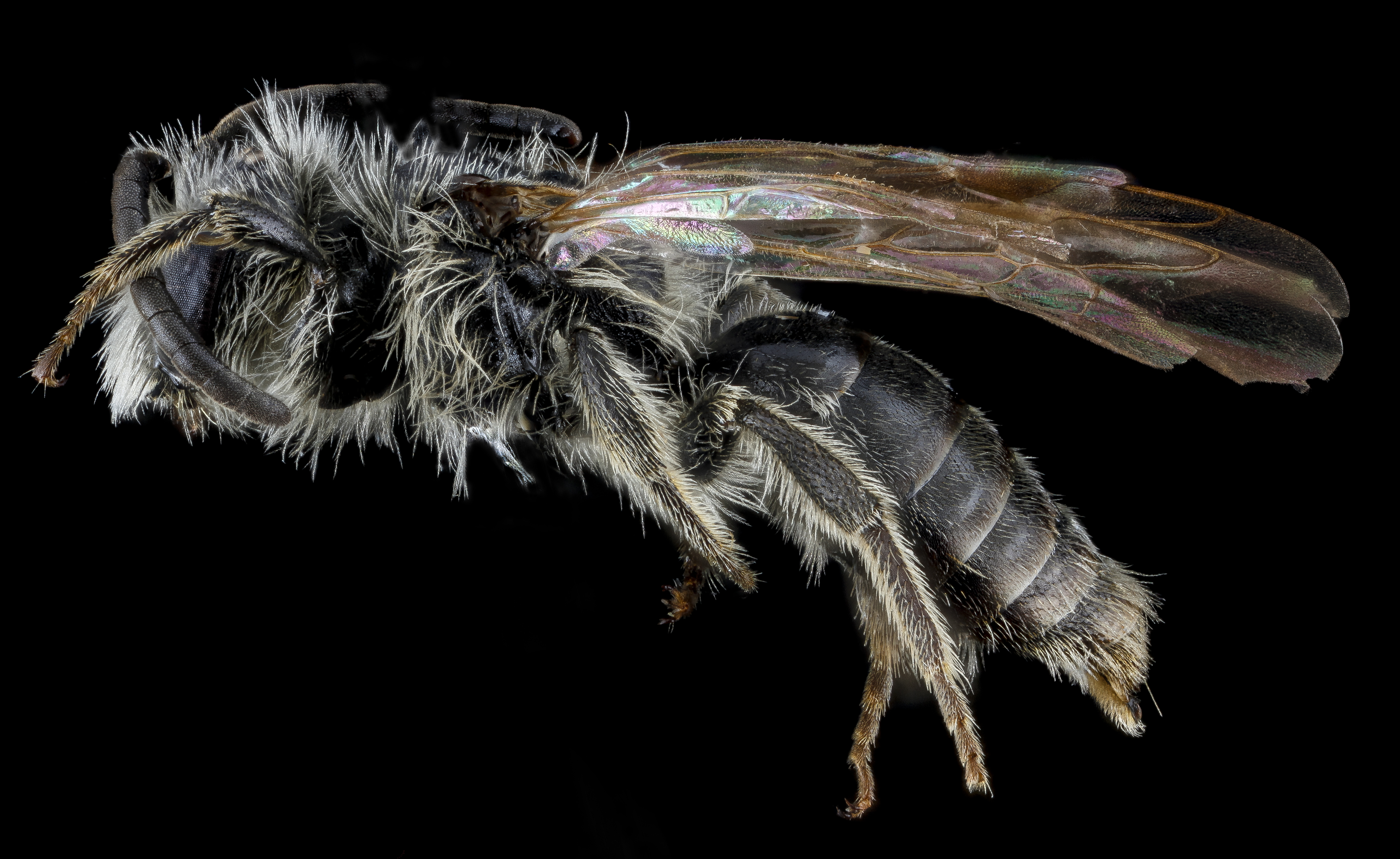